# Хабаровское реальное училище
Хаба́ровское реа́льное учи́лище — реальное училище, действовавшее в городе Хабаровске (1900—1918). 
В настоящее время здание выкуплено Сбербанком (улица Пушкина, 54 или площадь Ленина).

## История
В 1897 году, по указанию генерал-губернатора Н. И. Гродекова, на Николаевской площади был выделен участок для строительства здания реального училища. 14 (27) сентября 1900 года выполнена разбивка участка, а 29 июля 1901 года состоялась закладка фундамента. Председателем строительной комиссии стал помощник губернатора, генерал от инфантерии А. С. Беневский, автором проекта — инженер К. П. Окунев.
В 1903 году строительство здания, проходившее под наблюдением военных инженеров С. О. Бера и А. В. Перница, было окончено. Оно было выполнено китайскими рабочими в стиле эклектики с мотивами русской архитектуры с богатой пластикой кирпичной кладки фасадов из красного и серого кирпича. В центральной части здания, со стороны двора располагается Никольская церковь (она просуществовала до 1922 года и была воссоздана в 2003 году).
В 1913 году при училище были организованы курсы народных учителей, в 1915 году — открыт учительский институт.
Учащиеся реального училища носили форменную одежду полувоенного образца — мундир темно-зеленого сукна с желтыми металлическими пуговицами, желтыми петлицами, на фуражке — жёлтый лавровый венок, ремень с медной пряжкой. На ремне значились буквы: «ХРУ -Хабаровское реальное училище», за что учащиеся среди городского населения получили неблаговидное прозвище «хрюшки».
С 1918 по 1920 год в здании находилось 6-е Высшее начальное училище. В 1920 году, во время японской интервенции против России, здание было занято японскими войсками под штаб. С 1921 года там располагался сначала народный политехникум, затем педагогический техникум, впоследствии техникум народов севера, с 1930 года — Дальневосточный коммунистический университет, в 1932 году преобразованный в Высшую коммунистическую сельскохозяйственную школу имени Кирова. С 1935 по 1936 год по проекту архитектора Павлова над зданием был надстроен четвёртый этаж. Также был снесён купол с башенкой, были ликвидированы балконы, во дворе пристроена лифтовая шахта и хозяйственные помещения. В 1937 году здесь работала годичная школа пропагандистов.
В 1937 году здание было переоборудовали под госпиталь, в 1938 году его передали мединституту и разместили там рабфак. В годы Великой Отечественной войны в этом помещении находились госпитали: № 1202 и № 1204, с января 1946 года — госпиталь для инвалидов, просуществовавший до 1952 года и позднее реорганизованный в 3-ю городскую больницу.
В этот период памятнику не уделялось должное внимание, в результате к концу XX века сооружение пришло в запустение.
В 2006 году здание было выкуплено Сбербанком, а с 2009 по 2014 год отреставрировано в соответствии со старыми планами и фотографиями, добавлены утраченные детали. Примечательными архитектурными элементами монументального сооружения ныне являются четырехгранный вогнутый купол с башенкой и шпилем, фигурный фронтон с круглым окном и балясинами, декорированные парапеты над крайними ризалитами и ряд кирпичных столбиков с металлическими решетками.